# HBase
HBase est un système de gestion de base de données non-relationnelles distribué, écrit en Java, disposant d'un stockage structuré pour les grandes tables.

## Description
HBase est inspirée des publications de Google sur BigTable.  Comme BigTable, c'est une base de données orientée colonnes. Basées sur une architecture maître/esclave, les bases de données de ce type sont capables de gérer d'énormes quantités d'informations (plusieurs milliards de lignes par table).
HBase est un sous-projet d'Hadoop, un framework d'architecture distribuée.
La base de données HBase s'installe généralement sur le système de fichiers HDFS d'Hadoop pour faciliter la distribution, même si ce n'est pas obligatoire.
Mark Zuckerberg a annoncé le 15 novembre 2010 que Facebook allait désormais utiliser HBase en remplacement de Cassandra.
HBase utilise le filtre de Bloom pour ses requêtes.

## Voir aussi

Ancien logo.